# 鄧安寧
鄧安寧（1956年—），是台灣電視連續劇導演、演員。

## 經歷
青年時期鄧安寧以與友人組團、玩樂器為主，並在多家餐廳駐唱。當時樂團的主唱張小雯之後成為他的妻子。
之後鄧安寧加入蘭陵劇坊學習演戲。後續因劇坊的同伙許效舜、楊麗音等人進入電視節目《連環泡》演出時推薦鄧安寧一同加入，鄧便開始從事電視演員工作。
鄧安寧後續除參與電視劇演出外，並在多家電視台擔任戲劇導演，並曾以2002年電視劇《別來無恙》獲得金鐘獎的最佳導演提名。

## 作品

### 電視劇
- 超視《台灣重案錄-箱殺》
- 1995年：華視《兒子三個半》
- 1996年：超視《至聖鮮師》
- 1996年：中視《寶貝一族》
- 1997年：中視《家是一窩豬》
- 1997年：中視《偶像一級棒》
- 1997年：華視《凡夫俗女》
- 1999年：大愛電視《牽手》
- 1999年：華視《土地公傳奇》
- 2001年：華視《三張王牌》
- 2001年：大愛電視台《阿母醒來吧》
- 2002年：大愛電視台《BI YA SU NA別來無恙》
- 2002年：大愛電視台《聞風而來》
- 2003年：大愛電視台《四重奏》
- 2004年：華視《候鳥e人》
- 2005年：民視《浪淘沙》
- 2005年：大愛電視台《草山春暉》
- 2005年：八大綜合台《終極一班》
- 2006年：衛視中文台《天使情人》
- 2008年：大愛電視台《矽谷阿嬤》
- 2009年：華視《我在1949，等你》，與陳銘章共導
- 2009年：大愛電視台《幸福的起點》
- 2011年：大愛電視台《仙女不下凡》
- 2011年：中視《男女生了沒》
- 2012年：華視《溫柔的慈悲》
- 2012年：三立都會台、東森綜合台、J2、星和都會台《愛上巧克力》
- 2012年：八大綜合台、湖南衛視《姐姐立正向前走》
- 2012年：大愛電視台《心和萬事興》
- 2012年：台視、三立都會台、東森戲劇台《螺絲小姐要出嫁》
- 2014年：中視《謊言遊戲》
- 2014年：大愛電視台《河畔卿卿》
- 2015年：中視《鋼鐵之心》
- 2016年：大愛電視台《歸·娘家》
- 2016年：台視《700歲旅程》
- 2018年：緯來《霹靂電娃》
- 2018年：台視《前男友不是人》
- 2019年：大愛電視台《程哥懺悔路》
- 2020年：大愛電視台《舞出寂靜》
- 2020年：公視《我的婆婆怎麼那麼可愛》
- 2020年：民視《三春記》
- 2021年：大愛電視台《姊姊向前衝》
- 2022年：大愛電視台《你好，我是誰？》
- 2024年：公視《我的婆婆怎麼那麼可愛2》

| 首播 | 頻道                    | 劇名                                        | 飾演角色       |
| ---- | ----------------------- | ------------------------------------------- | -------------- |
|      | 台視                    | 台視劇場 作家系列《再嫁》                   | 許慶寬         |
|      | 台視                    | 人間劇場 都市寓言系列《返鄉》               | 陳志銘         |
|      | 台視                    | 人間劇場 都市寓言系列《一個叫林阿昭的女人》 | 江德生         |
|      | 台視                    | 人間劇場《平凡的愛》                        | 王德寶         |
|      | 台視                    | 人間劇場《女人真命苦》                      | 阿德           |
|      | 台視                    | 大紅包兒高高掛                              | 大哥           |
| 1993 | 台視                    | 愛愛的日記                                  | 蕭凡           |
| 1991 | 華視                    | 華視劇展 小市民的天空系列《冬日函》         |                |
| 1991 | 華視                    | 床邊愛情故事 之《荒唐的愛》                 |                |
| 1992 | 華視                    | 《今生無悔》                                | 劉根旺         |
|      | 華視                    | 華視劇展《像我們這樣一個家》                | 同性戀男子     |
|      | 華視                    | 母雞帶小鴨                                  | 江媽媽女婿阿雄 |
| 1994 | 《七俠五義》            | 公孫策                                      |                |
| 1992 | 中視                    | 《再世情緣》                                | 拜士堯         |
| 1995 | 超視                    | 我們一家都是人 之《清流工廠》               | 狗仔- 芭樂     |
| 1996 | 華視                    | 《三國英雄傳之關公》                        | 龐統           |
| 1999 | 華視                    | 《土地公傳奇》                              |                |
| 2002 | 大愛                    | 《BI YA SU NA別來無恙》                     | 教官           |
| 2003 | 大愛                    | 《四重奏》                                  | 相親者         |
| 2004 | 華視                    | 《候鳥e人》                                 |                |
| 2005 | 大愛                    | 《草山春暉》                                | 企業老闆       |
| 2005 | 民視                    | 《浪淘沙》                                  | 林獻堂         |
| 2005 | 八大綜合                | 《終極一班》                                | 萬伯 (客串)    |
| 2006 | 中視                    | 《白色巨塔》                                | 王世平         |
| 2009 | 華視                    | 《我在1949，等你》                          | 趙主任         |
| 2014 | 中視                    | 《謊言遊戲》                                | 電視名嘴       |
| 2016 | 公視                    | 《一把青》-第17集                           | 陸軍中將       |
| 2016 | 大愛                    | 《歸·娘家》                                 | 老宋           |
| 2020 | 公視                    | 《我的婆婆怎麼那麼可愛》                    | 鄧導演/主任    |
| 2020 | 優酷                    | 《預支未來》                                | 大隊長         |
| 2021 | 大愛                    | 《姊姊向前衝》                              | 王先生         |
| 2022 | Hami Video              | 《我願意》                                  | 凱哥           |
| 2022 | 公視 MyVideo 台視       | 《茁劇場－綠島金魂》                        | 買春男客人     |
| 2023 | 公視 MyVideo 八大戲劇台 | 《最佳利益2－決戰利益》                     | 釣客           |
| 2024 | 民視                    | 《愛的榮耀》                                | 鄭竹緣         |

### 電影
- 1997年《捉姦，強姦，通姦》：與朱延平、何平共導
- 2004年《王位繼承人》
- 2023年《我的婆婆怎麼把OO搞丟了》

| 上映 | 片名                       | 飾演角色   | 導演             |
| ---- | -------------------------- | ---------- | ---------------- |
| 1986 | 《戀戀風塵》               | 輔導長     | 侯孝賢           |
| 1988 | 《酸甜》                   |            |                  |
| 1989 | 《老少五個半》             |            | 張乙宸           |
| 1989 | 《童黨萬歲》               |            |                  |
| 1991 | 《棋王》                   | 得獎者     | 徐克、嚴浩       |
| 1991 | 《牯嶺街少年殺人事件》     | 片廠導演   | 楊德昌           |
| 1994 | 《獨立時代》               | 賴利       | 楊德昌           |
| 1996 | 《今天不回家》             |            |                  |
| 1997 | 《英雄向後轉》             | 所長       |                  |
| 1997 | 《捉姦，強姦，通姦》       |            |                  |
| 1999 | 《流氓學生》               |            |                  |
| 2000 | 《一一》                   | 同學       | 楊德昌           |
| 2002 | 《雙瞳》                   | 謝亞理     | 陳國富           |
| 2006 | 《國士無雙》               |            |                  |
| 2007 | 《奇妙的旅程》             |            | 徐國誌           |
| 2007 | 《練習曲》                 | 導演       | 陳懷恩           |
| 2011 | 《殺手歐陽盆栽》           | 醫生       | 李豐博、尹志文   |
| 2012 | 《球來就打》               | 趙通和     | 尹祺             |
| 2013 | 《阿嬤的夢中情人》         | 西餐廳老闆 | 北村豐晴、蕭力修 |
| 2018 | 《有一種喜歡》             | 導演       | 王郁惠           |
| 2018 | 電視電影-《噬膽72》        | 電視台長官 | 北村豐晴         |
| 2019 | 《瘋狂電視台瘋電影》       | 鄧導       | 謝念祖           |
| 2019 | 《陽光普照》               | 老師       | 鍾孟宏           |
| 2023 | 《我的婆婆怎麼把OO搞丟了》 | 計程車司機 | 鄧安寧           |

### 舞台劇
- 新象文教基金會《不可兒戲》
- 隨意工作組劇團《今晚菜色如何，娘子？》
- 蘭陵劇坊 《演員實驗教室》
- 綠光劇團《八月，在我家》

### 節目主持
| 頻道 | 節目           | 飾演                 |
| ---- | -------------- | -------------------- |
| 華視 | 《連環泡》     | 擔任喜劇單元角色為主 |
| 台視 | 《綜藝狂想曲》 | 與方芳、夏玲玲主持   |

### 私下生活
- 2002年，鄧安寧與張小雯離婚，結束為期15年的婚姻生活[4]。
- 鄧安寧喜愛把玩重型機車，但曾在2009年車禍造成右手骨折[5]。
- 2011年，鄧安寧因心肌梗塞住院，不過尚未對個人演藝生涯造成影響[6]。

## 獎項紀錄
| 年份 | 頒獎典禮     | 獎項                 | 入圍                     | 結果 |
| ---- | ------------ | -------------------- | ------------------------ | ---- |
| 1995 | 第30屆金鐘獎 | 戲劇編劇             | 《曉萍同志》             | 獲獎 |
| 2002 | 第37屆金鐘獎 | 最佳導演             | 《BI YA SU NA別來無恙》  | 提名 |
| 2006 | 第41屆金鐘獎 | 戲劇節目導演（播）獎 | 《草山春暉》             | 提名 |
| 2021 | 第56屆金鐘獎 | 戲劇節目導演獎       | 《我的婆婆怎麼那麼可愛》 | 提名 |
| 2021 | 第56屆金鐘獎 | 戲劇節目編劇獎       | 《我的婆婆怎麼那麼可愛》 | 提名 |

## 外部連結
- 鄧安寧在互联网电影资料库（IMDb）上的資料（英文）
- 在AllMovie上鄧安寧的頁面（英文）
- 鄧安寧在香港影庫上的簡介
- 鄧安寧在豆瓣上的资料（简体中文）